# كريس فيليبس (لاعب هوكي الجليد)
كريس فيليبس (بالإنجليزية: Chris Phillips)‏ (و. 1978  م) هو لاعب هوكي الجليد، من كندا، ولد في هاميلتون، مركز لعبه هو مدافع ‏.

## روابط خارجية
- كريس فيليبس على موقع دوري الهوكي الوطني (الإنجليزية)
- كريس فيليبس على موقع قاعة مشاهير الهوكي (لاعب أن.إتش.أل) (الإنجليزية)
- كريس فيليبس على موقع EliteProspects.com (الإنجليزية)
- كريس فيليبس على موقع HockeyDB.com (الإنجليزية)
- كريس فيليبس على موقع Hockey-Reference.com (الإنجليزية)